# Mateo Tadić
Mateo Tadić (* 18. Februar 2001 in Wien) ist ein österreichisch-kroatischer Fußballspieler.

## Karriere

### Verein
Tadić begann seine Karriere beim SK Cro-Vienna. 2012 kam er in die Jugend des FK Austria Wien, bei dem er später auch in der Akademie spielte. Zur Saison 2018/19 rückte er in den Kader der Zweitmannschaft der Austria auf.
Sein Debüt in der 2. Liga gab er im August 2018, als er am dritten Spieltag jener Saison gegen den FC Liefering in der 57. Minute für Stefan Sulzer eingewechselt wurde. Nach vier Zweitligaeinsätzen für die Zweitmannschaft verließ er die Austria im Jänner 2020. Nach rund eineinhalb Jahren ohne Verein wechselte er zur Saison 2021/22 zum Regionalligisten SV Leobendorf. Für Leobendorf kam er zu 15 Einsätzen in der Regionalliga Ost, in denen er fünf Tore machte.
Zur Saison 2022/23 wechselte er innerhalb der Liga zum Wiener Sport-Club. Für den WSC absolvierte er aber nur eine Partie. Daraufhin schloss er sich im Februar 2023 der sechstklassigen 1. SVg Wiener Neudorf an.

### Nationalmannschaft
Im Mai 2015 debütierte Tadić gegen die USA für die kroatische U-14-Mannschaft. Im April 2016 spielte er erstmals für die U-15-Auswahl. Sein erstes Tor für diese erzielte er im Mai 2016 gegen England.
Im November 2016 debütierte er für Kroatiens U-16-Mannschaft. Im August 2018 wurde er erstmals in den Kader der österreichischen U-18-Mannschaft berufen. Sein Debüt für diese gab er im September 2018 in einem Testspiel gegen Rumänien.
Nach drei Spielen für Österreichs U-18-Mannschaft wechselte er wieder zum kroatischen Verband und wurde im Dezember 2018 erstmals in den Kader der kroatischen U-18-Mannschaft berufen. Sein Debüt für diese gab er im selben Monat gegen Montenegro. Allerdings stand er nach drei Spielen für Kroatien im April 2019 gegen Deutschland wieder im Kader von Österreichs U-18-Team.

## Persönliches
Tadić erlitt 2019 beim Autofahren einen epileptischen Anfall, der einen schweren Autounfall zur Folge hatte. Aufgrund dessen konnte er von Ende 2019 bis Sommer 2021 nicht fußballspielen.